# Zgornja Senarska
Zgornja Senarska – wieś w Słowenii, w gminie Sveta Trojica v Slovenskih goricah. W 2018 roku liczyła 114 mieszkańców.